# Ichneumon teniola
Ichneumon teniola är en stekelart som beskrevs av Geoffroy 1785. Ichneumon teniola ingår i släktet Ichneumon och familjen brokparasitsteklar. Inga underarter finns listade i Catalogue of Life.